# Woodside – 61st Street
Woodside – 61st Street – stacja metra nowojorskiego, na linii 7. Znajduje się w dzielnicy Queens, w Nowym Jorku i zlokalizowana jest pomiędzy stacjami 69th Street i 52nd Street. Została otwarta 21 kwietnia 1917.